# Forêt vierge au soleil couchant
Forêt vierge au soleil couchant est un tableau réalisé par le peintre français Henri Rousseau vers 1910. Partie des Jungles pour lesquelles l'artiste est particulièrement reconnu, cette huile sur toile naïve représente un jaguar blessé par un couteau assaillant un homme noir dans une jungle, d'où son titre alternatif – Noir attaqué par un jaguar. Elle est aujourd'hui conservée au Kunstmuseum, à Bâle, en Suisse.